# Städsegrön

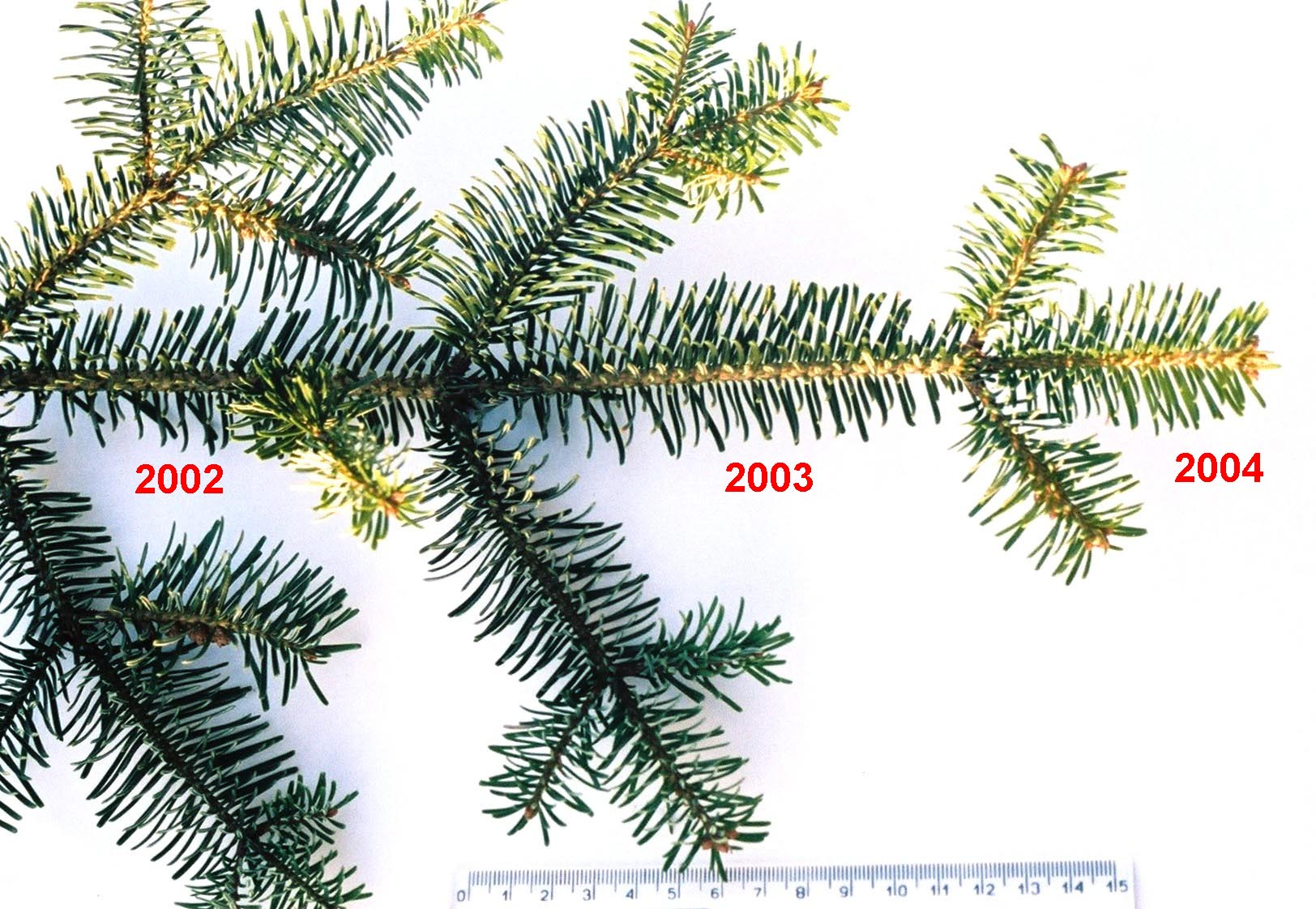
Grenspetsen av en silvergran som visar tre årgångar av barr som tillkommit i takt med att trädet vuxit.

Städsegröna växter, det vill säga ständigt gröna växter, behåller sina blad längre än en växtsäsong. De skiljer sig från lövfällande växter som fäller sina blad under en del av året, till exempel under vintern eller en torrperiod, och övergår då i ett vilotillstånd.
Även om städsegröna växter inte fäller samtliga löv regelbundet så sker ett utbyte av löv eller barr under växtens livstid. För gran rör det sig om 5-7 år, för tall 3-4 år liksom för vanliga risväxter så som lingon och kråkbär.
De långlivade bladen tros vara en evolutionär anpassning till näringsfattiga miljöer: växter med långlivade blad lider mindre av näringsförluster eftersom bladen inte kostar mer kol att bygga upp. Det verkar också finnas växter i tempererade klimat som kan fotosyntetisera en längre tid på året genom av att vara städsegröna; lingon kan fotosyntetisera under hela vintern och kapaciteten kan vara så mycket som 25% jämfört med sommarhalvåret.
I tropikerna är de flesta växter städsegröna; i Skandinavien gäller det främst om barrväxter, ljung och buxbom.
Emellanåt används även uttrycket "vintergrön" om sådana växter, men det avser egentligen växter som behåller sina löv under större delen av vintern, men tappar dem under senvintern eller tidig vår för att ge plats åt nya löv. Ett sådant exempel är vinterliguster.